# Cimetière du Vieux-Château
Pour les articles homonymes, voir Cimetière du château.
Le cimetière du Vieux-Château est un des quatre cimetières de Menton (Alpes-Maritimes).

## Historique
À la suite du décret du 23 prairial an XII interdisant les inhumations dans les églises et les cimetières paroissiaux, la municipalité de Menton était dans l'obligation de trouver un emplacement pour accueillir le nouveau cimetière, en remplacement du vieux cimetière Saint-Michel autour de la basilique. 
La municipalité ordonna l’acquisition du vieux château en ruine bâti en 1249, propriété des Grimaldi et déclaré bien national par les autorités révolutionnaires. Le 2 novembre 1807, la municipalité devient propriétaire du terrain pour la somme de 5341 francs et fait abattre les vieilles murailles. Le préfet refusant d’allouer les crédits pour l’entretien du cimetière, les travaux d'aménagement vont traîner jusqu’en 1875.
Le site se situe sur un belvédère dominant le vieux port et la baie de Garavan avec un aménagement en terrasse au cours de son expansion, notamment en 1875 puis en 1885 pour finir par prendre son aspect définitif en 1902.
Gustave Flaubert, de passage à Menton, visite le cimetière du Vieux-Château qu’il consigne dans son carnet de "Voyage en Italie et en Suisse" en avril-mai 1845.

## Cimetière russe
La colonie russe de Menton est apparue dans les années 1840-1850, avec la mode de l’hivernage de l'aristocratie européenne sur la Côte d'Azur, et lorsque le roi de Piémont-Sardaigne donna à bail la base navale de Villefranche-sur-Mer à la marine impériale russe. De plus, les sanatoriums de la région soignaient de nombreux Russes. La Société russe de bienfaisance en fit construire un, sous le nom de La Maison russe à cette époque et s’occupait des funérailles des malades dans ce cimetière.
Une carré russe va être aménagé en 1880 pour la colonie russe sur les terrasses supérieures. Il est desservi par la petite chapelle russe Notre-Dame-des-Affligés, construite dans les années 1880, comme mausolée des princes Troubetskoï. Elle est de forme quadrangulaire, surmontée d’une petite coupole, avec une façade rappelant de façon lointaine l’entrée de la cathédrale orthodoxe russe Saint-Nicolas de Nice. 
Des familles de descendants de Russes blancs y sont aussi enterrées depuis 1917. Les cendres de l'amiral Grigorovitch, dernier ministre de la marine de l'Empire de Russie, ont été solennellement transférées en 2005 de Menton à Saint-Pétersbourg, avec tous les honneurs officiels et militaires rendus.
En avril 2022, la chapelle dépositoire russe est inscrite au titre des Monuments historiques.

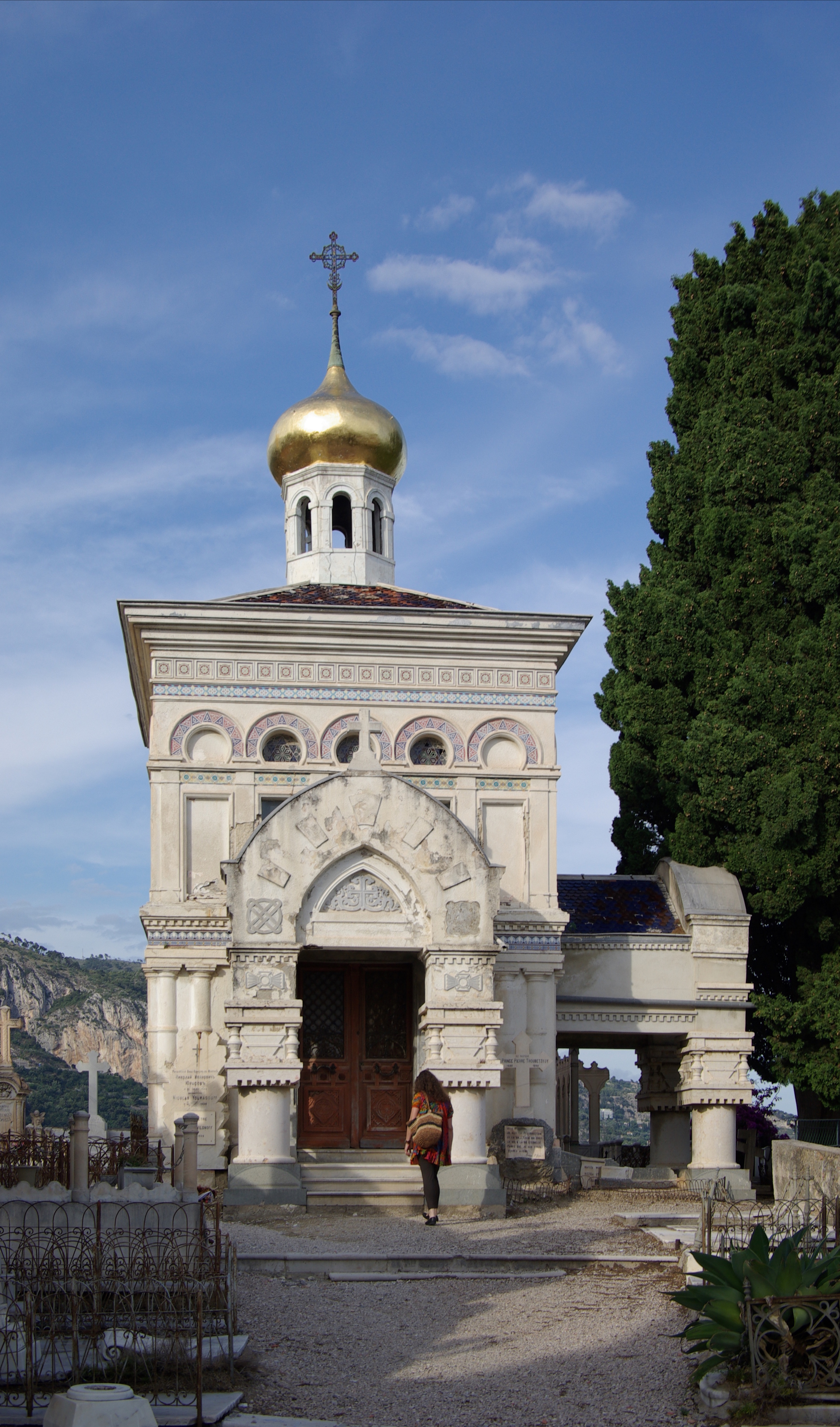
La chapelle orthodoxe du cimetière.
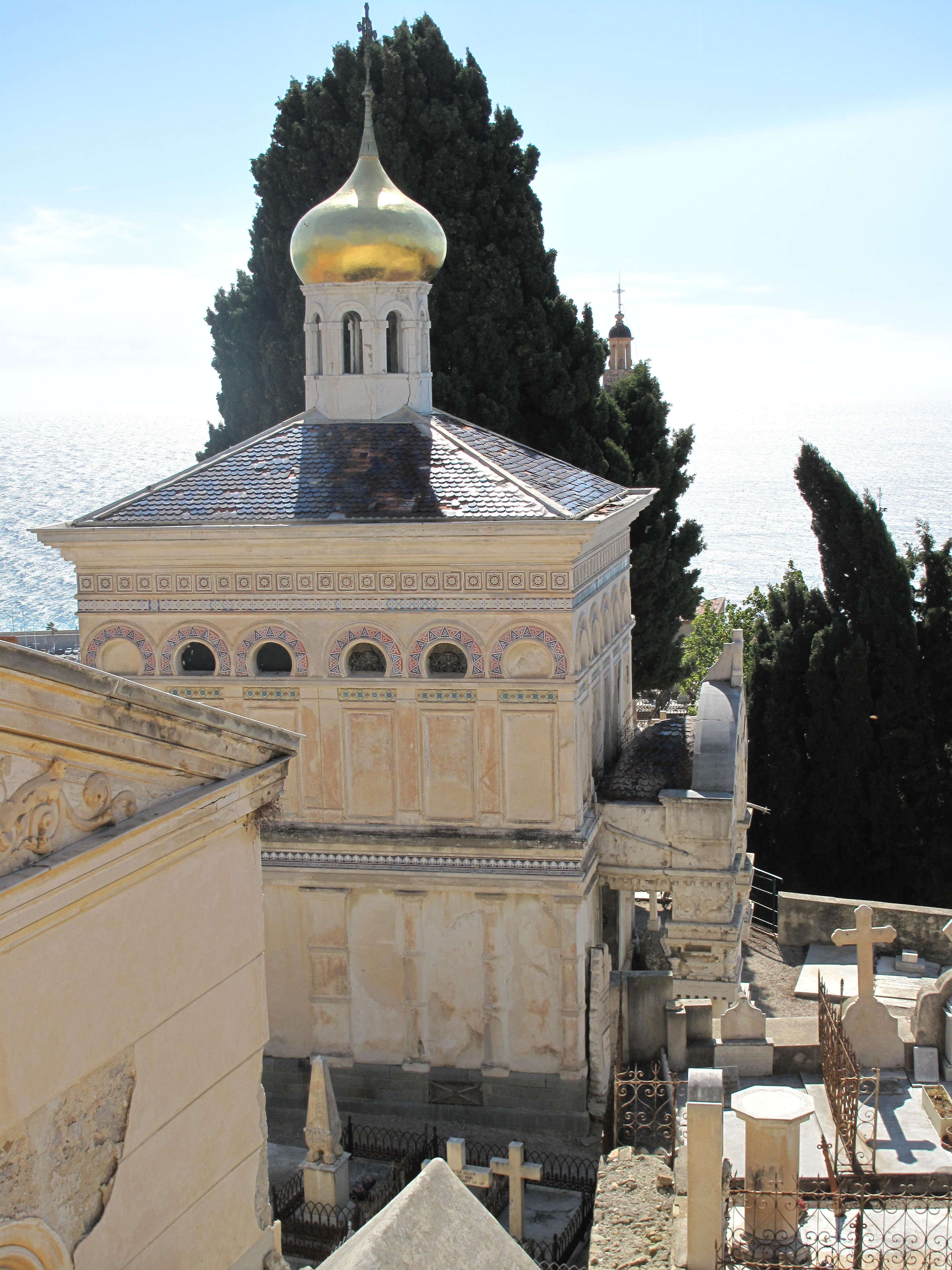
La chapelle orthodoxe vue de dos.
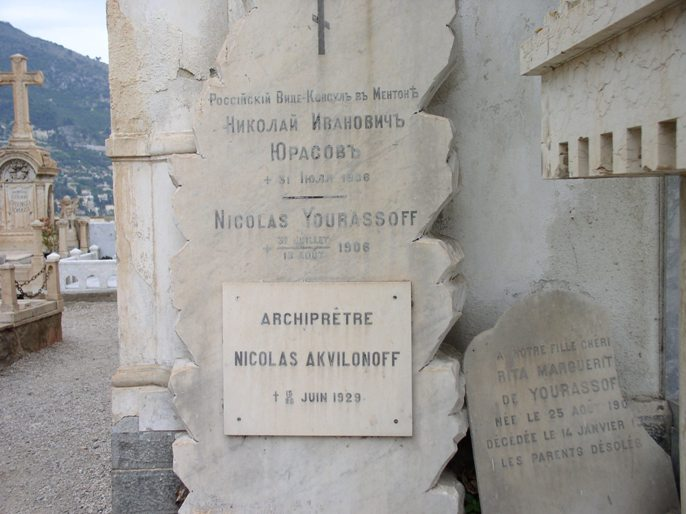
Plaques du cimetière
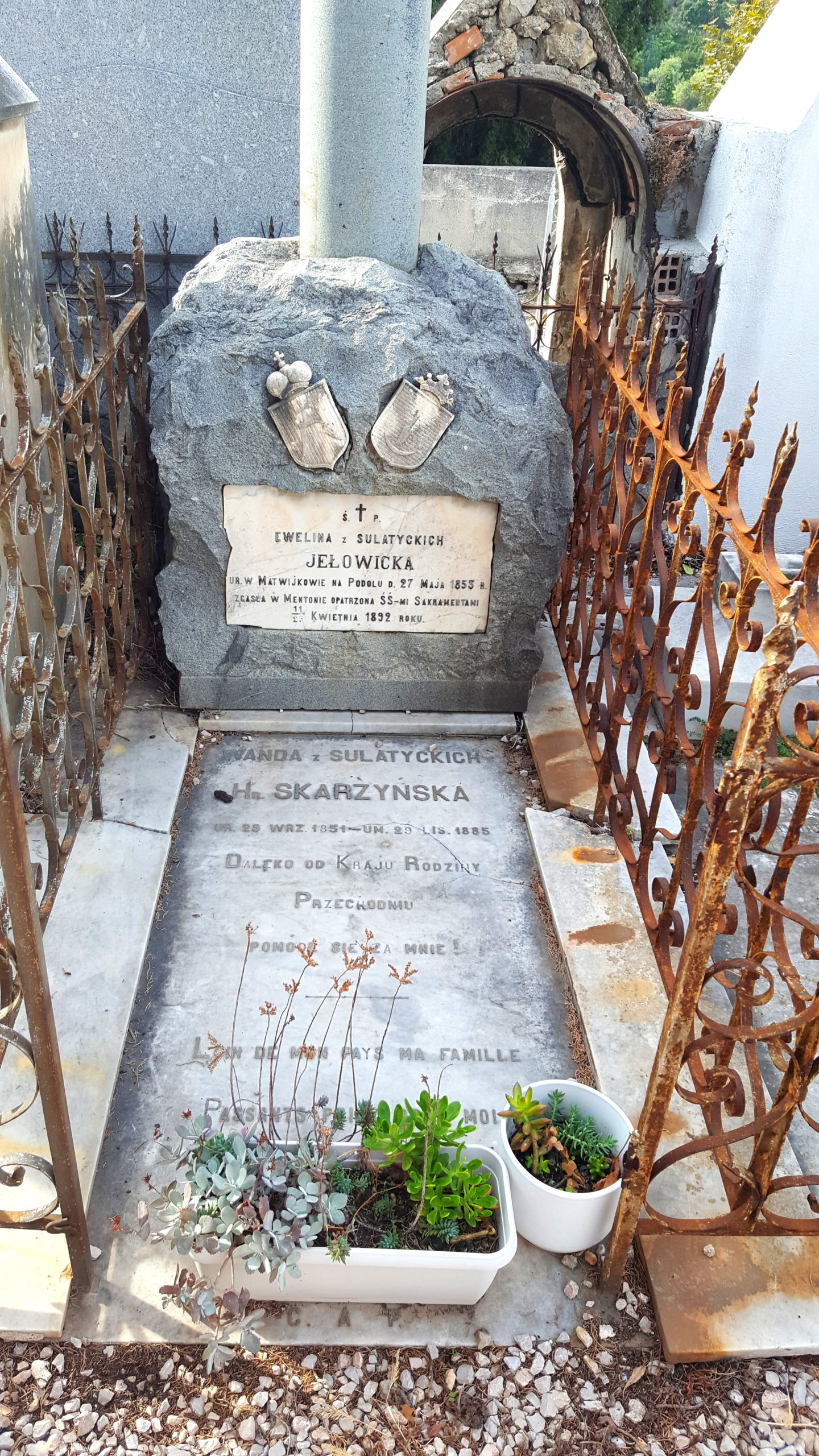
Sépulture d'Ewelina Sulatycka (née Łaźnińska).

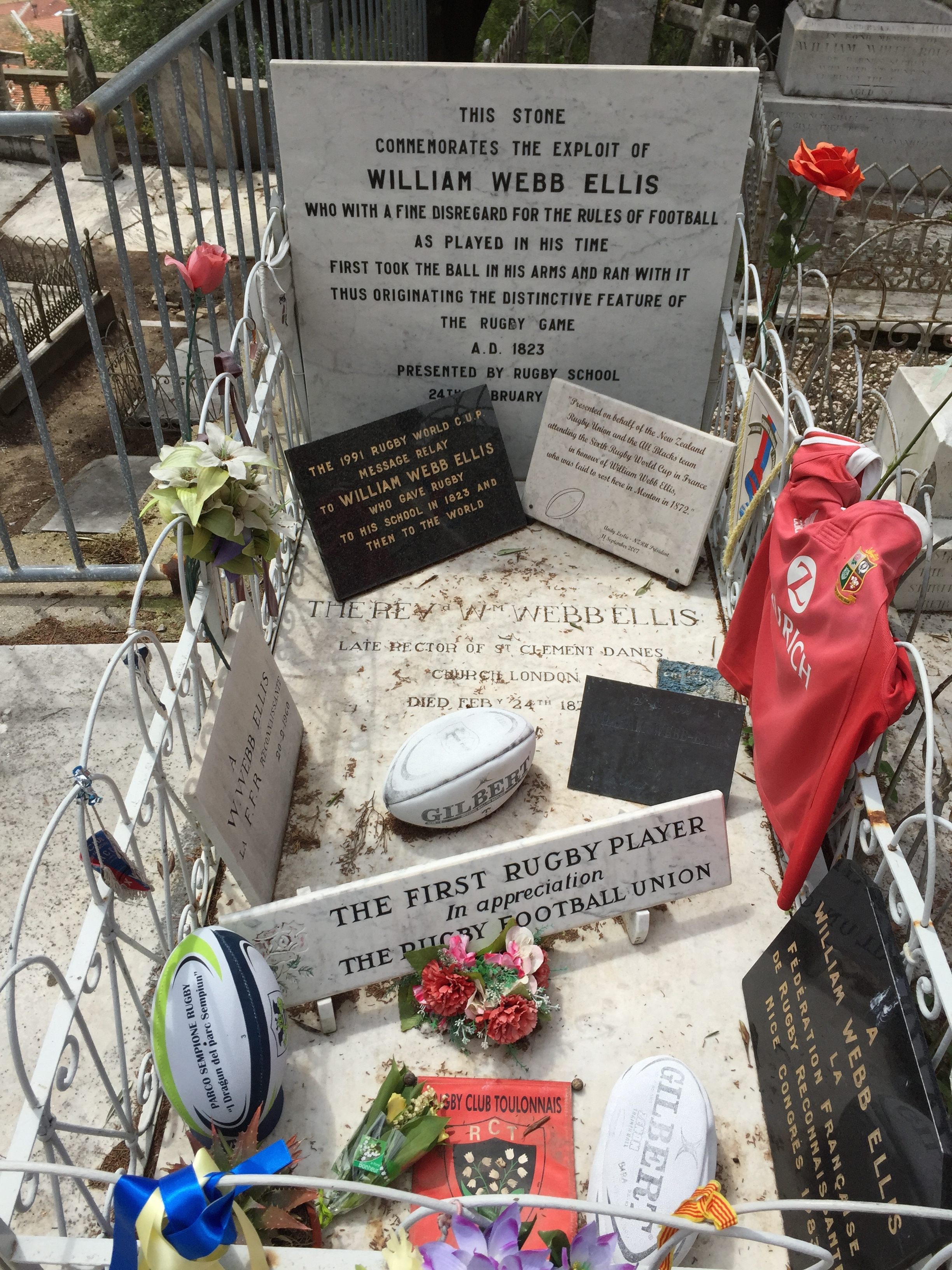
Tombe de William Webb Ellis

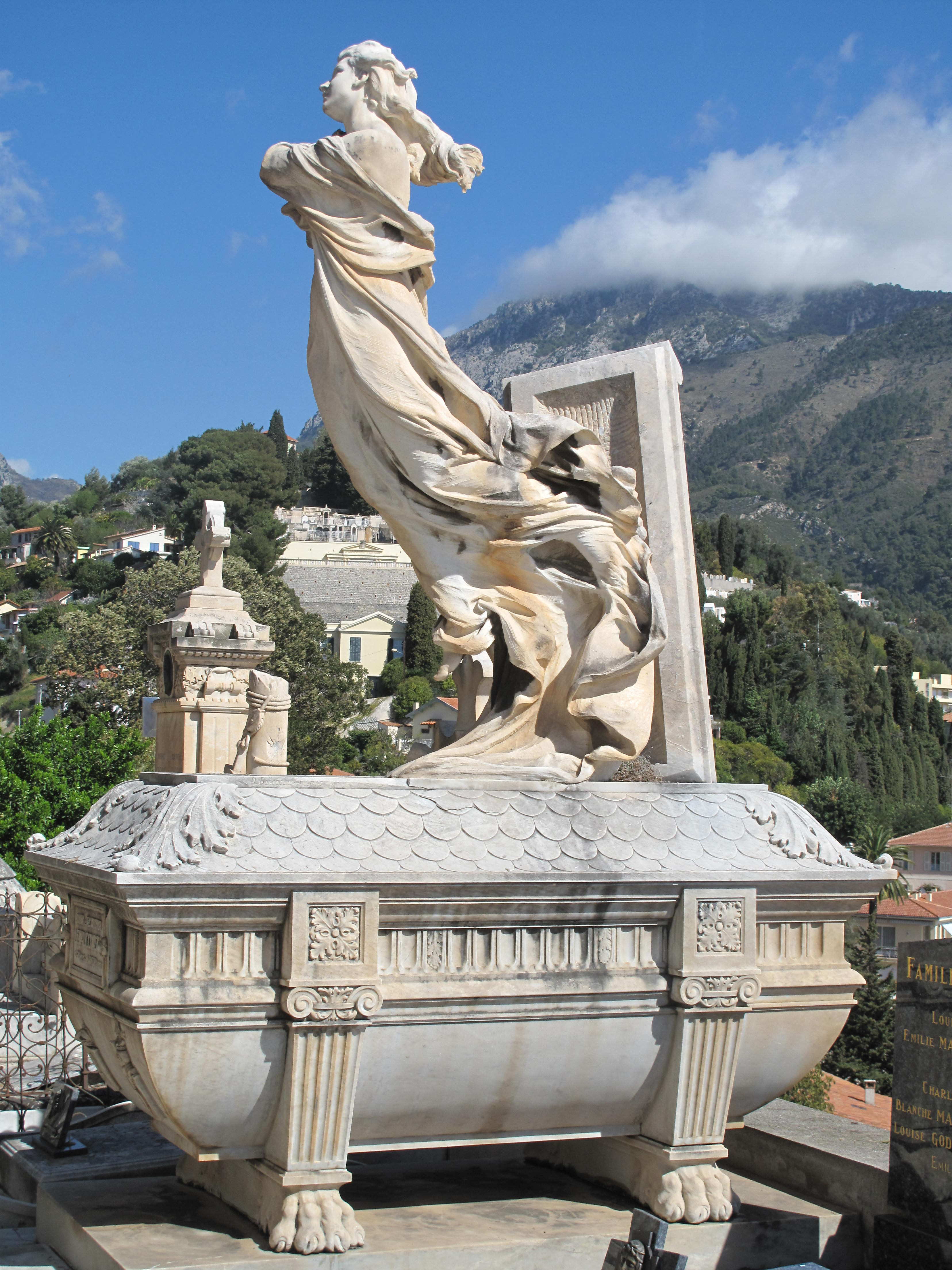
Tombeau Lewandowska

## Sépultures remarquables
Quelques tombeaux d'intéret patrimonial
- Chapelle dépositoire russe
- Chapelle funéraire de Charles Albini
- Chapelle funéraire de Vincente Ferrerio
- Tombeau de la princesse polonaise Janina Jelowickich Lawandowska
- Chapelle funéraire de la famille Carenso
- Chapelle funéraire de la famille Adhémar de Lantagnac
- Chapelle funéraire de la famille Franciosy
- Tombeau de la famille J-A Widmer
- Tombeau de Carroll of Carrollton
- Tombeau de Vincent Otto
- Tombeau des époux Tobin
- Tombeau du lieutenant Bosano
- Tombeau d'Auguste Massa
- Tombeau de la famille Maringo-Farina
- Tombeau de la famille Louis Navoni
- Tombeau de J.B. Louis Laurenti
- Tombeau de John Richard Green
- Tombeau d'Ernst et Hélène Lentz
- Tombe de William Webb Ellis
- Tombeau d'Ernesta Stern
- Tombeau des familles Ardoïno et Morelli di Popolo
- Tombeau de la famille Henri Gastaldy